# Бедряево
 Бедряево — деревня в Ивановском районе Ивановской области. Входит в состав Тимошихского сельского поселения.

## География
Находится в центральной части Ивановской области на расстоянии приблизительно 25 км на восток по прямой от вокзала станции Иваново.

## История
В 1859 году здесь (тогда деревня Шуйского уезда Владимирской губернии) было учтено 12 дворов.

## Население
Постоянное население составляло 68 человека (1859 год), 13 в 2002 году (русские 92 %), 15 в 2010.